# Baldomero Lamela (hijo)
Baldomero Lamela (1838-1901) fue un oficial del Ejército Argentino, que participó en las guerras civiles argentinas y en la guerra de la Triple Alianza. También tuvo una participación activa en la Conquista del Desierto, sirviendo al mando del general Julio Argentino Roca, durante las expediciones al sur de Argentina.

## Biografía
Baldomero Lamela Luengo nació en Salto, provincia de Buenos Aires, hijo de Baldomero Lamela y Saturnina Luengo, perteneciente a una distinguida familia porteña. Realizó sus estudios en el Colegio del Uruguay, y comenzó su carrera militar sirviendo al mando del general Juan Madariaga, con quien participó en las acciones militares del ejército correntino y del Estado de Buenos Aires contra las tropas de Justo José de Urquiza en Concepción del Uruguay. En 1859 sirvió a las órdenes del general Bartolomé Mitre, participando en la batalla de Cepeda.
En 1860 ingresó en el ejército de la Confederación Argentina, participando en la batalla de Pavón al mando del general José María Francia en 1861.
Participó activamente en la guerra de la Triple Alianza, donde se desempeñó como asistente de campo del general Mitre. Terminada la guerra, se desempeñó como jefe de la Guardia Nacional en el fortín de Carmen de Areco. Ocupó el cargo de juez de paz de esa localidad en 1878.
También participó en Conquista del Desierto, sirviendo bajo el mando del general Julio Argentino Roca en la campaña de 1879 al Río Negro. En 1880 formó parte de las tropas nacionales contra la insurrección del gobernador de la provincia de Buenos Aires, Carlos Tejedor.
Baldomero Lamela fue ascendido a coronel en agosto de 1886. Se retiró del ejército en 1899 después de servir durante 44 años.

## Familia
Baldomero Lamela Luengo estuvo casado con Elvira Canavery Ceballos, nacida en 1850 en Carmen de Areco, hija de Joaquín Canavery, quien se desempeñó como alcalde de Carmen de Areco durante varios períodos, y María Ceballos, quien se desempeñó como maestra rural en la Escuela de Niñas del fortín de Areco, el primer centro educativo para niñas de esa localidad.
Su hija, Otilia Lamela Canavery, estaba casada con Gabriel Lagleyze Gastellu, hijo de Pierre Lagleyze y Justine Gastellu, perteneciente a una distinguida familia del sur de Francia.
Su padre, perteneciente al Partido Federal, había participado en diversas campañas militares libradas contra el Ejército Unitario. Su abuelo, Cirilo Luengo, fue un militar que tomo acciones en la Guerra de la Independencia Argentina.